# Landgraben
En Alsace, le Landgraben, ou fossé provincial, est une ancienne dépression marécageuse, due aux crues de l'Ill et du Rhin, d'abord canalisée puis comblée au XIXe siècle. Situé près de la limite des départements du Bas-Rhin et du Haut-Rhin, il a servi, jusqu'à la fin de l'Ancien Régime, de frontière ecclésiastique — entre le diocèse de Strasbourg et celui de Bâle — et administrative — entre la Basse-Alsace et la Haute-Alsace —.